# Józef Czapski
Hrabia Józef Maria Franciszek Hutten-Czapski (Praga, 3 aprile 1896 – Maisons-Laffitte, 12 gennaio 1993) è stato uno scrittore, pittore e militare polacco.

## Biografia
Discendente da una famiglia di antica nobiltà polacca e tedesca, nacque a Praga, all'epoca città dell'Impero austro-ungarico, trascorse la maggior parte della sua infanzia nel maniero della sua famiglia a Przyłuki, villaggio in prossimità di Międzyrzec Podlaski (attuale Bielorussia, all'epoca Impero russo). Studiò a San Pietroburgo dove nel 1917 si laureò alla facoltà di giurisprudenza e assistette alla rivoluzione russa (1917). Dopo la Rivoluzione d'ottobre si trasferì in Polonia, appena ricostituitasi come stato indipendente, e nel 1918 entrò nell'Accademia di belle arti di Varsavia dove divenne allievo di Stanisław Lentz. 
Già nel 1920 lasciò l'Accademia per arruolarsi volontario nell'esercito polacco, essendo in corso la guerra sovietico-polacca. Per le sue convinzioni pacifiste, Czapski chiese di essere impiegato in attività che non comportassero il ricorso alla violenza. Fu inviato pertanto in Russia con la missione di scoprire la sorte degli ufficiali polacchi fatti prigionieri dai bolscevichi nel corso della guerra civile russa. Raggiunse San Pietroburgo, dove conobbe, tra gli altri, Dmitrij  Filosofov, Zinaida Gippius, Aleksej Remizov e Dmitrij Merežkovskij col quale iniziò un'amicizia duratura. La sua missione si concluse quando scoprì che gli ufficiali erano stati giustiziati dai bolscevichi. Per l'influenza di Merežkovskij, Czapski rinunciò agli ideali pacifisti e, al suo ritorno in Polonia, fu impiegato come sottufficiale (podporucznik) a protezione delle tradotte militari sui fronti della guerra sovietico-polacca meritando l'Ordine Virtuti militari, la più alta decorazione militare polacca.

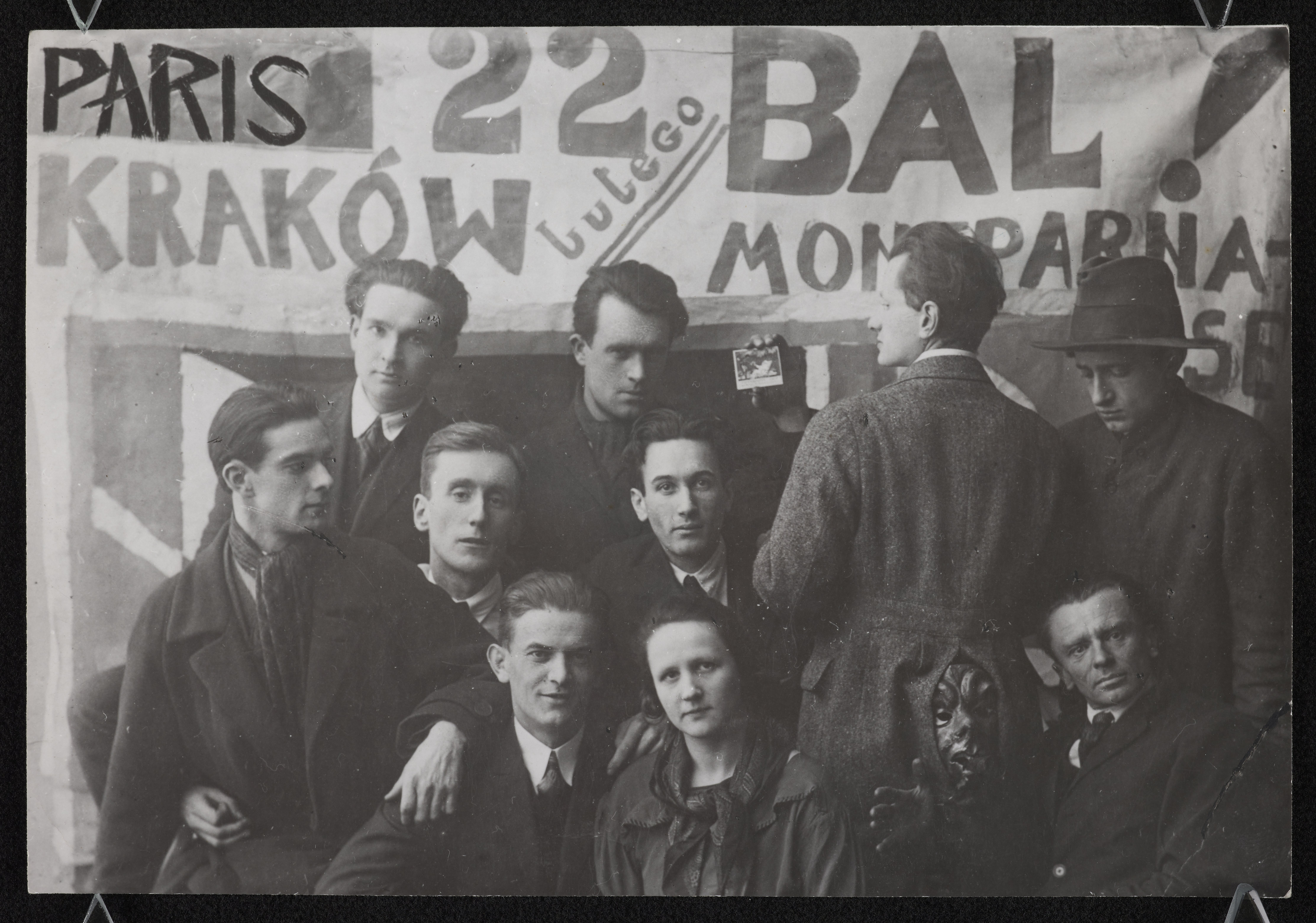
Artisti del "Comitato di Parigi", foto del 1925; Czapski è nella seconda fila, il secondo da sinistra

Nel 1921, alla fine del conflitto sovietico-polacco, Czapski si iscrisse all'Accademia di belle arti di Cracovia, fondando insieme ad altri studenti "Il comitato di Parigi". Nel 1924 si stabilì a Parigi, «consacrandosi soprattutto alla pittura, con risultati niente affatto spregevoli, in linea con le ricerche di Paul Cézanne e dei post-impressionisti». A Parigi fu creato il gruppo "Les Kapistes" (Komitet Parzynski), il cui motto d'azione era "la pittura per la pittura"; organizzerà, fra l'altro a Montparnasse il "rallye Kapistes", una festa alla quale parteciperanno a sostegno grandi artisti e intellettuali dell'epoca quali Picasso, Cocteau, Bonnard, François Mauriac e Daniel Halévy. Incoraggiato dal suo amico Ludwik Hering, Czapski pubblicò anche saggi di arte, letteratura e filosofia. 

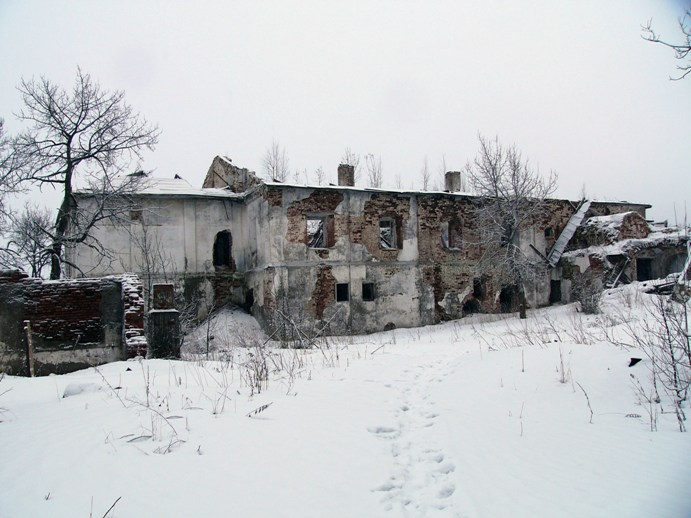
Grjazovec, Rovine del monastero Kornilievo-Komel’skij

Ritornò in Polonia nel 1932, e nel 1939 Czapski si arruolò come ufficiale nell'esercito polacco in difesa della sua patria contro Hitler. Nell'autunno del 1939 cadde prigioniero dei sovietici, all'epoca alleati dei nazisti. Deportato assieme a migliaia di commilitoni polacchi, Czapski riuscì a sopravvivere in condizioni inimmaginabili di violenza e privazione. Nell'inverno 1940-1941 Czapski, nel gulag di Grjazovec, tra le mura diroccate di un monastero abbandonato, tenne ai compagni di prigionia delle conferenze su Proust, lo scrittore più amato; non avendo, ovviamente, una copia della Recherche dovette ricorrere alla sua memoria. Dopo l'invasione tedesca della Russia nel 1941 e la firma dell'accordo Sikorski-Majskij fra Polonia e URSS, Czapski si unì al II Corpo polacco del generale Anders che combatté per la liberazione dell'Italia a fianco delle truppe britanniche. Tra il 1941 e il 1942, Czapski fu incaricato di indagare sulla scomparsa dei polacchi che erano stati prigionieri dell'NKVD e successivamente massacrati. Czapski non ottenne mai risposte soddisfacenti sul destino di questi uomini, ma ha scritto delle sue esperienze in due libri, Ricordi di Starobielsk, pubblicato a Roma nel 1944  e La terra inumana pubblicato in Francia nel 1949, giudicato da Emanuele Trevi il capolavoro di Czapski.

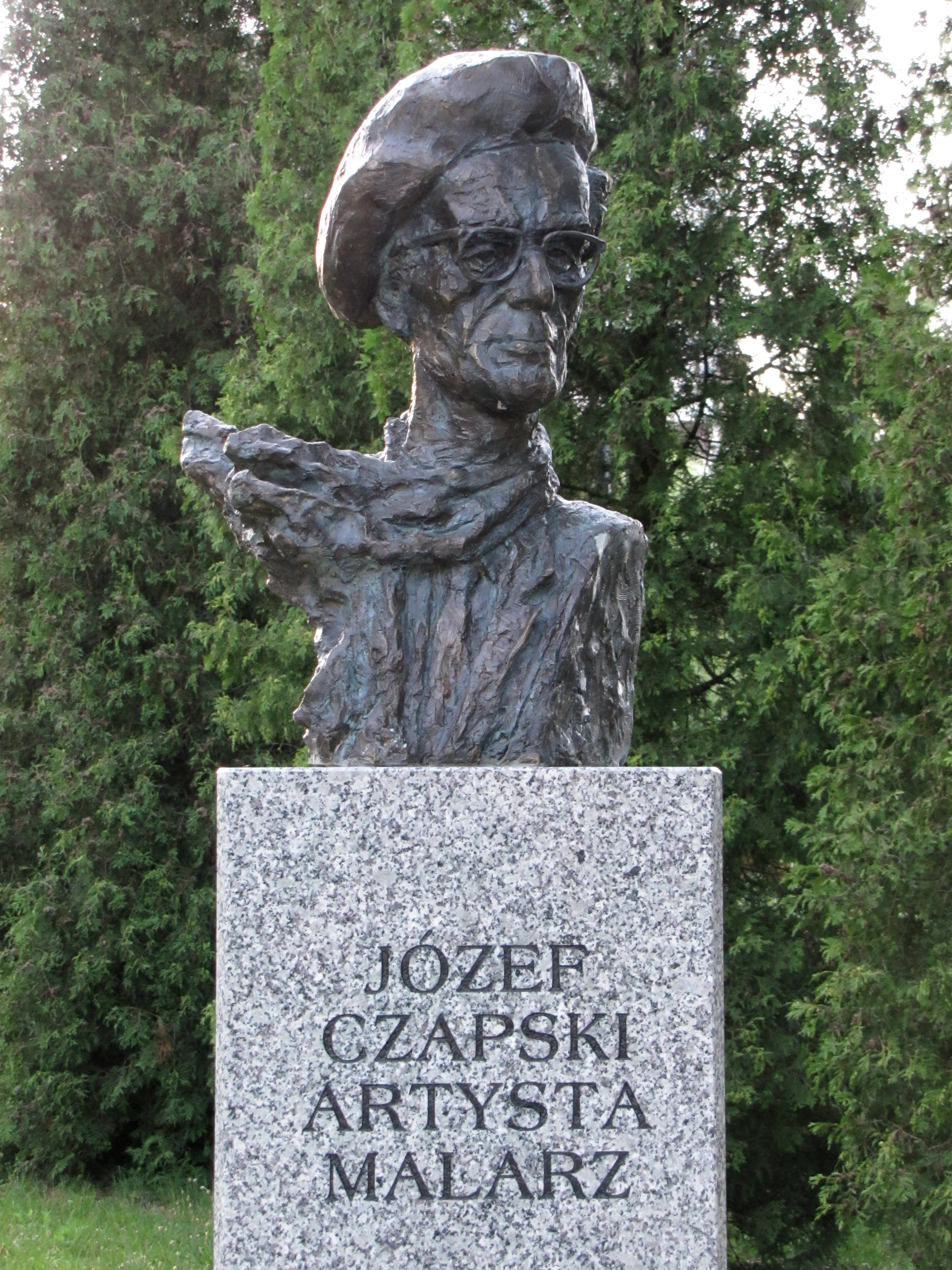
Busto in bronzo di Józef Czapski a Kielce, Polonia

Nel 1946 Czapski si trasferì in Francia. Insieme a Gustaw Herling e altri, fondò l'Instytut Literacki (Istituto letterario) a Maisons-Laffitte, dove visse fino alla sua morte, e contribuì alla rivista dell'emigrazione polacca "Kultura". I suoi quadri sono stati esposti in Francia, Svizzera, Gran Bretagna, Brasile e Belgio. Le sue opere letterarie e artistiche sono state rese disponibili in Polonia solo dopo il 1989.

## Opere
- Giuseppe Czapski, Ricordi di Starobielsk [Wspomnienia starobielskie], collana Collezione Testimonianze, quaderno I, Roma, Biblioteka Orla Bialego, 1945  [1944].
- Proust contre la déchéance, 1947
  -  La morte indifferente : Proust nel gulag, collana Collezione Odisseo ; 27, traduzione di Milena Zemira Ciccimarra, prefazione di Edith de la Héronnière; postfazione di Gustaw Herling, Napoli, L'ancora del Mediterraneo, 2005, ISBN 88-8325-152-0.
  -  Proust a Grjazovec, a cura di Giuseppe Girimonti Greco, Collana Biblioteca n.638, Milano, Adelphi, 2015, ISBN 978-88-459-2985-4.
- La terra inumana [Na nieludzkiej ziemi], collana Collezione Biblioteca n.743, traduzione di Tullia Villanova (capitoli I-XIII) e Andrea Ceccherelli (capitoli XIV-XVIII e "La verità su Katyn'", a cura di Andrea Ceccherelli, Milano, Adelphi, 2023  [1948], ISBN 978-88-4593-752-1.

## Cinema
- Jozef Czapski 1896-1993: Témoin du siècle, film per la TV, regia di Andrzej Wolski[9]
- Joseph Czapski, film, regia di Emmanuel Dufour Kowalski[10]